# Moho de Bishop
Moho bishopi
Espèce
Statut de conservation UICN

 EX  : Éteint
Le Moho de Bishop (Moho bishopi) est une espèce de passereaux aujourd'hui éteinte qui vivait dans l'archipel hawaïen. Sa dernière observation sûre date de 1904. Un moho de Bishop aurait été vu en 1981 mais des recherches intensives ne l'ont pas confirmé. Son habitat a été détruit par l'agriculture et le pâturage et il a souffert de l'introduction des rats et du paludisme aviaire.

## Description

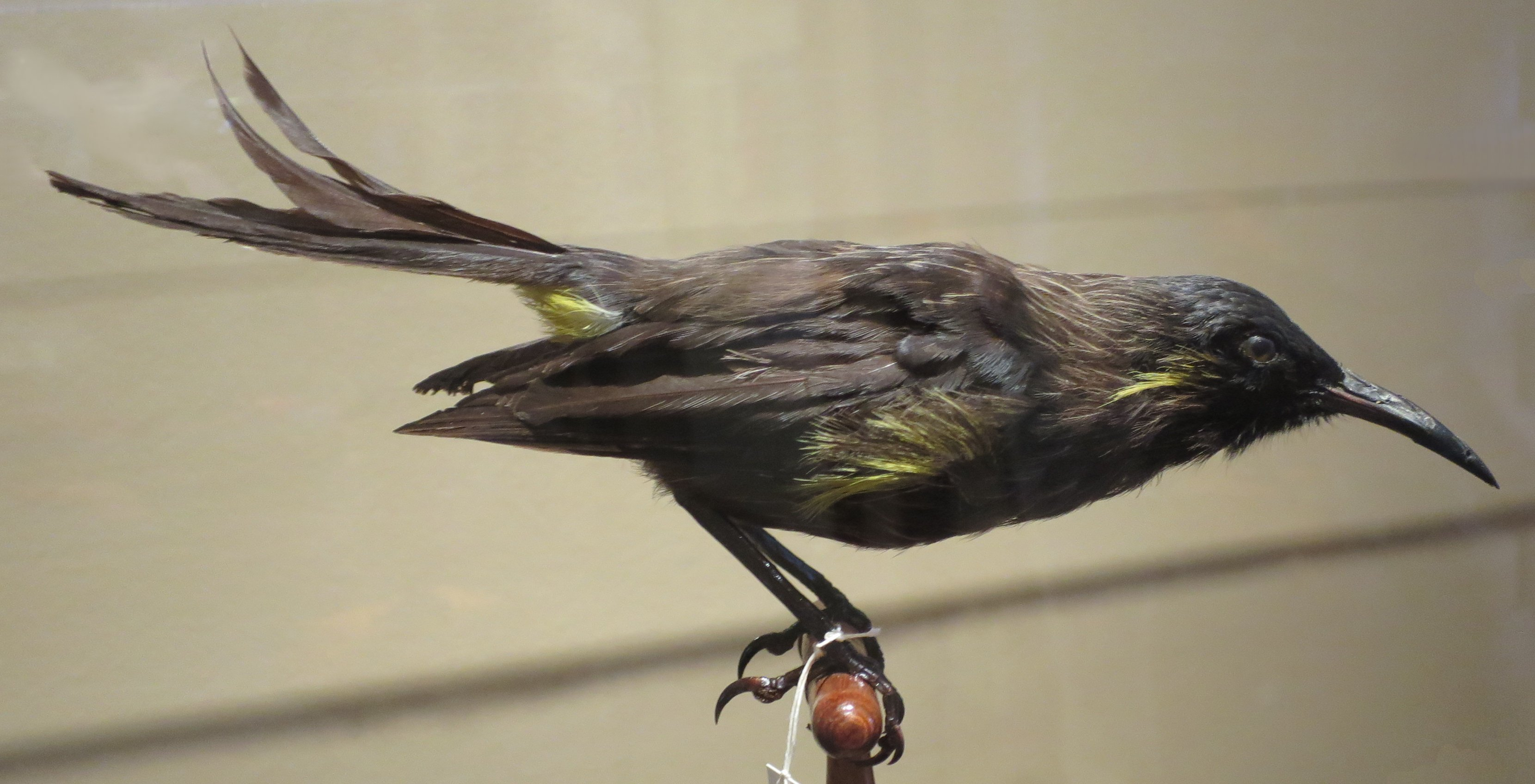
Spécimen au musée Bishop

Le moho de Bishop mesurait environ 29 cm. La queue pouvait atteindre 10 cm. Le plumage était noir, avec de petites tâches jaunes sur les ailes, le croupion et la tête.